# Лак
Ла́ки — растворы смол (натуральных или синтетических) в различных растворителях (углеводороды, кетоны (ацетон, метилэтилкетон), ацетаты (бутилацетат, метоксипропилацетат), вода, спирты (этанол, изопропанол), олифы) до жидкой или полужидкой консистенции, которые, просыхая в тонком слое, находящемся на каком-либо предмете, образуют прочную плёнку (как правило прозрачную, в отличие от краски), хорошо противостоящую различным внешним физико-химическим воздействиям. Отвердение плёнки лака происходит (частично или полностью) за счёт испарения растворителя, впитывания, либо за счёт реакции окислительной полимеризации или реакции с отвердителями. Лаки условно делят на термопластичные и термореактивные.
Лаки — большая группа материалов, представляющих собой растворы плёнкообразующих веществ (смол или полимеров) в органических растворителях или воде. После высыхания они образуют твёрдую прозрачную (бесцветную или цветную) плёнку.
Лаки используют для получения прозрачных, иногда, матовых покрытий, когда нужно защитить и одновременно сохранить или особо подчеркнуть структуру окрашиваемой поверхности, главным образом ценных пород древесины. В этом случае лак наносят на подготовленную поверхность изделия. Лак в качестве последнего слоя в системе многослойного покрытия придаст ему хороший внешний вид и повысит эксплуатационные свойства.
Нанесение лака на поверхность называется лакированием.

## Названия
На иностранных языках слова фр. laque, нем. Lack означают краску, получаемую осаждением органических красочных пигментов металлическими солями. Такие краски по-русски называются баканами, а русское слово «лак», как обозначение жидкости с указанными выше свойствами, в западной Европе переводится словами англ. varnish, нем. firniss, фр. vernis, итал. vernice.
Само слово «лак», распространившееся на различные виды лаков, исходно обозначало природную смолу шеллак и восходит к индийскому термину лакх (100 000, в значении «очень много») как грубой оценке числа насекомых Kerria lacca, секрет которых идёт на его производство.

## История
Впервые лак был изобретён в Китае, его использовали для покрытия мебели с древних времён.
Изобретение лака в Европе приписывают немецкому монаху Феофилу, жившему в XII веке; в первое время приготовление их было обставлено тайнами и велось келейным образом. Вероятно, первые лаки европейского производства были спиртовыми, а первым лаковым заводом на континенте Европы стал завод французского химика Шене, построенный в 1803 году.
Производство масляных лаков долгое время представляло привилегию Англии, и только когда Америка, Португалия и Голландия стали снабжать европейские рынки такими же смолами и копалами, какими Англия у себя пользовалась монопольно, лаковое производство сделалось общедоступным; однако, возникновение масляно-лаковых заводов началось лишь с начала 1860-х годов, то есть совпадает с обнародованием исследований французского химика Виолета о лаках в 1862 году.
В России начало производства масляных экипажных лаков совпало с развитием сети железных дорог. Первым русским заводом высоких сортов масляных лаков явился завод фирмы И. С. Оссовецкого и Ко, основанный в 1874 году в Москве.

## Компоненты

### Основной состав
Существует множество различных смол, идущих для производства лаков; они отличаются друг от друга по своим свойствам, в зависимости от которых находятся и достоинства получаемых лаков. Почти все смолы растворяются в растительных маслах и лишь немногие в эфирных маслах и спиртах. Смолы, отличающиеся особенной твёрдостью и тугоплавкостью, называются копалами. Из жидкостей в качестве растворителей в лаковом производстве наиболее употребительны: обыкновенный спирт, различные сорта скипидара и льняное масло. По этим растворителям лаки подразделяются на три главные группы: лаки спиртовые, скипидарные и масляные. Каждая из названных групп имеет свой подбор смол, отличается своими характерными свойствами и предназначением; производство лаков каждой группы требует особых приёмов и приспособлений.
В настоящее время существуют лаки, не содержащие в составе растворителей. Их низкую вязкость обеспечивают олигомеры, которые способны отвердевать в присутствии специальных веществ — отвердителей или катализаторов.

### Наполнители
Наполнители в лакокрасочных материалах  — преимущественно светлоокрашенные, в основном неорганические порошкообразные вещества, инертные по отношению к связующему и отличающиеся более низким коэффициентом отражения в сравнении с пигментами. В отличие от белых пигментов, целью использования которых является достижение лучшей рассеивающей способности, наполнители позволяют достигать наиболее эффективного заполнения свободного пространства в покрытии. Благодаря этому наполнители влияют на ряд характеристик покрытия. 
Наполнители применяются для:
- упрочнения;
- регулирования блеска покрытия;
- придания декоративных свойств;
- придания тиксотропности;
- снижения стоимости лакокрасочного материала.

Размер частиц наполнителей различен и обычно больше, чем у пигментов. По размерам частиц можно выделить следующие фракции:
— грубые: крупнее 250 мкм;

— средние: 50-250 мкм;

— тонкие: 10-50 мкм;

— ультратонкие: менее 10 мкм.
Основными представителями наполнителей для лакокрасочных материалов являются:
— карбонаты (мел, микромрамор, доломит);

— диоксид кремния (кварцевая мука, белая сажа, кристобалит, аэросил);

— силикаты (тальк, каолин, слюда, волластонит);

— сульфаты (бариты).
Для свойств лакокрасочных покрытий важна форма частиц наполнителей. Карбонаты и бариты имеют изометрическую (сферическую) форму частиц, тальк — пластинчатую, слюда — чешуйчатую, волластонит — игольчатую

## Спиртовые лаки
Спиртовой лак — это раствор натуральной или синтетической смолы в этиловом или метиловом спирте. Последний растворитель самостоятельно употребляется весьма редко (токсичен), но часто служит примесью к этиловому спирту с целью удешевления лака.
Из натуральных смол применяются шеллак, сандарак, мастика, канифоль и другие. Смола измельчается в тонкий порошок и заливается спиртом в стеклянных бутылях или баллонах. Растворение ведётся при комнатной температуре и ускоряется постоянным взбалтыванием и перемешиванием. Смола берётся всегда в избытке, с целью получения насыщенного раствора (избыток затем будет оставлен на дне в результате декантации.

### Изготовление
Затем раствор процеживается c помощью стеклянных воронок, выложенных войлоком или суконными цедилками; воронки прикрываются стёклами с мелкими отдушинами для доступа воздуха. Процеживание идёт весьма медленно и всегда сопряжено потерей спирта. Спиртовые лаки получают название от смол, на которых они приготовлены. Так, различают лаки шеллачные, сандарачные и другие. Мастика самостоятельно не употребляется и служит подмесью к смолам. Подмесь мастики мягчит лаковую плёнку, но увеличивает её блеск. Лак спиртовой, разжиженный спиртом, называется политурой. Кроме упомянутых подразделений, спиртовые лаки и политуры ещё получают свои названия от цвета, в который окрашены; так известны красные, жёлтые, белые и различные цветные лакокрасочные материалы. Спиртовые лаки идут для лакировки и полировки деревянных изделий. Лаковый слой не выносит влияний наружной атмосферы и особенно боится сырости и резких перемен температуры; в закрытых же помещениях, при обыкновенных условиях комнатного воздуха, сохраняется долго.
По твёрдости слоя первое место принадлежит лакам шеллачным; сандарачные лаки дают более мягкую лакировку, но они всегда получаются светлее. Цветные лаки подкрашиваются анилиновыми красками, готовятся обыкновенно на сандараке с примесью мастики, служат для лакировки металлических изделий, игрушек, оловянных капсюлей и пр. Цвет их, по неустойчивости анилиновых пигментов, весьма непрочен.

## Скипидарные лаки
Подобно спиртовым, приготовляются простым растворением смол в скипидаре. Скипидарные лаки подразделяются на белые и чёрные; для приготовления первых служит смола даммаровая, для чёрных — асфальт. Даммаровые лаки обыкновенно ценятся по своему оттенку; самые светлые, почти белые, называются эмалевыми. Лаки даммаровые, желтоватые, готовятся трёх сортов, обозначаемых № 1, 2 и 3, всё отличие которых заключается в густоте оттенка; чем лак светлее, тем он ценится дороже и идёт под № 1. Подразделение на сорта асфальтовых лаков делается в зависимости от подмеси канифоли (гарпиуса), служащей для удешевления этих лаков в ущерб качеству. Асфальтовых лаков также имеется три сорта.

### Изготовление
Производство скипидарных лаков обыкновенно связано с производством лаков масляных, тогда как производство спиртовых лаков с производством масляных и скипидарных ничего общего не имеет. Лаки скипидарные приготовляются следующим образом: смолы даммара или асфальт дробятся на куски величиной в орех и в таком виде всыпаются в котёл, подогреваемый на очаге. При температуре около +200 °C даммара и асфальт размягчаются; размягчённая смола снимается с очага и обливается в котелке малыми порциями скипидара, который быстро смешивается со смолой. Обыкновенно приливается три части скипидара к одной — смолы, по весу. Лак, таким образом приготовленный, в тёплом состоянии сливается в отстойные резервуары, где отстаивается от двух до трёх недель, и затем уже используется. Применение скипидарных лаков довольно ограничено; их лаковая плёнка мягка, гигроскопична и влияния внешней атмосферы не выдерживает. Все сорта даммаровых лаков употребляются для лакировки поверхностей, окрашенных в белый или в самые светлые оттенки. Чёрный, асфальтовый лак идёт для лакировки дешёвых железных изделий или самых простых малярных того же цвета окрасок.

## Масляные лаки
Пользуются самым обширным и разнообразным применением, поэтому и ассортимент их весьма многочислен. Материалами для производства масляных лаков служат льняное масло, скипидар и различные сорта копалов. Льняное масло идёт в виде олифы, которую заготовляют ранее. Скипидар употребляется только в максимально очищенном виде. Из копалов пользуются особым предпочтением все сорта копала-каури, копала-манилла, занзибар, ангола, сиерра-леона и копал вестиндский (хрустальный). От выбора всех поименованных материалов зависят качества и достоинства масляных лаков. Производство масляных лаков более сложно, чем спиртовых и скипидарных; кроме того, здесь требуется особенный навык, опыт и тщательное наблюдение.

### Изготовление
Лаковая олифа приготовляется из сухого, отстойного льняного масла; масло подогревается до температуры 260 °C в открытом котле на голом огне и во время варки олифы в него прибавляют немного свинцового сахара и борно-кислого марганца. Сваренная олифа должна высыхать на пробном стекле в течение 18 часов, не давать отлипи и представлять собой прозрачную бесцветную, блестящую и эластичную плёнку. Такая олифа является не только растворителем копалов, но сама служит главным составным элементом лаковой оболочки. Линоксеин олифы, соединяясь с копалами, уничтожает их хрупкость, даёт эластичность лаковой плёнке и служит важным условием прочности и устойчивости масляной лакировки. Лаковая олифа заготовляется в запас, сохраняется в отстойных резервуарах и только в чистом, отстоянном виде идёт для приготовления лака.
Сортировка копалов играет также важную роль в производстве. Торговые их сорта получаются в кусках различной величины, различной степени прозрачности и цвета и даже различной твёрдости. При сортировке отбираются куски, однородные по цвету, чистоте, величине и твёрдости, и каждый сорт в отдельности служит для приготовления особого сорта или номера лака. Дробление копалов производится помощью ручной машинки, употребляемой для колки сахара.
После дробления копалы складываются в котёл и плавятся. При плавлении копалов происходит обильное выделение летучих продуктов, легко воспламеняемых, поэтому устройство лаковарных очагов требует специальных приспособлений, чаще всего — воронкообразный колпак для отвода летучих продуктов.
По окончании плавки, что узнаётся по прекращению выделения дыма, котёл снимают с очага, и в расплавленный копал, при постоянном перемешивании, вливают по частям определённую порцию олифы, предварительно подогретой до 250 °C; затем котёл опять устанавливают на очаг и продолжают варку. Конец варки определяется постоянными пробами варимого лака. Пробы эти производятся помощью стеклянной палочки, которой варимый лак берут каплями на плоское стекло, и по цвету, густоте и липкости этих капель узнают окончание варки.
Сваренный лак снимают с очага и дают остыть до 200 °C По достижения этой температуры начинают, при постоянном перемешивании, приливать скипидар, причём котёл помещают под колпаком с тягой, так как разбавка лака скипидаром сопровождается сильным выделением паров и газов. Затем лак дают остыть и остывший, готовый лак сливают в отстойные резервуары и отстаивают там полгода.

## Автомобильные лаки
Автомобильные лаки производятся на основе наиболее прочных и устойчивых к различным внешним воздействиям полимерных связующих, в частности полиакриловых и полиуретановых и могут содержать в составе рецептур специальные добавки, улучшающие блеск, растекаемость (розлив), стойкость к царапанью, противодействие УФ-излучению. Также в составе автомобильных лаков для создания матового эффекта могут иметься специальные матирующие добавки. Автомобильный лак при покраске автомобиля чаще всего наносится на цветную основу - базу, в качестве финишного слоя покрытия.
В зависимости от страны-производителя и марки автомобиля, могут использоваться лаки различных фирм. При производстве автомобилей в разных странах используют разные технологии, к примеру, немецкие автопроизводители обращаются к режиму сушки в высокотемпературных камерах, что существенно экономит время, но при этом не экономит ресурсы и электроэнергию. А вот японский автопром, вследствие ограниченности ресурсов по географическому положению, пошёл другим путём: там сушка производится с использованием минимального количества электроэнергии и тепла, при этом ускорение процесса достигается за счёт химического катализа и специальных химических ускорителей сушки.
Прозрачный лак HS высочайшего качества используется при вторичном ремонте автомобилей, и при работах, связанных с дизайном автомобилей. Это лак высокой прозрачности, который обеспечивает высочайшее качество поверхности, превосходную яркость и блеск. Он устойчив к атмосферным воздействиям, ультрафиолету, обладает отличной эластичностью и превосходно полируется.

## Строительные лаки
Лаки в строительстве:
Битумные лаки получают из битумов специальных марок с добавлением различных смол, масел. При высыхании битумные лаки образуют чёрную плёнку, обладающую стойкостью к воде и некоторым химическим реагентам. Однако антикоррозионные свойства битумной плёнки в атмосферных условиях недостаточно высоки. Чаще всего битумные материалы применяют для временной защиты металла, так как они значительно дешевле других материалов.
Масляные лаки получают растворением природных или искусственных смол в высыхающих растительных маслах, с добавлением сиккативов и растворителей. Из природных смол чаще применяют канифоль, шеллак и янтарь. Копалы, диммару, сандарак, мастике, акароид, ввозимые из Индии и других стран, используют в основном для художественной и декоративной росписи. Природные смолы, кроме канифоли и янтаря, являются дефицитными материалами и применяются ограниченно. Их заменяют синтетическими смолами (полимерами) — перхлорвинилом, алкидными, инден-кумароновыми, фенолформальдегидными и др.
Как правило, масляные лаки образуют твёрдые прозрачные плёнки желтоватого цвета. Вследствие низкой атмосферостойкости покрытий масляные лаки используются для отделки изделий внутри помещений, например для придания блеска изношенным деревянным полам.
Алкидные лаки — наиболее распространённые в быту из применяемых лаков. Представляют собой растворы в органических растворителях синтетических алкидных (пентафталевых или глифталевых) смол. Плёнки алкидных лаков твёрдые, прозрачные, слабо окрашенные; обладают хорошей адгезией к различным поверхностям, водостойки. Применяются для внутренних, реже — для наружных работ. 

В обиходе алкидные лаки ошибочно называют масляными. Это неверно потому, что хотя при изготовлении алкидных смол и применяются растительные масла, по химическому составу и строению алкидные лаки отличаются от масляных, а по свойствам существенно превосходят их.

### Наиболее пригодные для использования в домашних условиях
- Нитролак (нитроцеллюлозные лаки) получается с помощью растворения нитрата целлюлозы в смеси активных органических растворителей. Свойства лаков регулируют введением в композицию различных смол (алкидных, аминоформальдегидных и др.). Нитролаки образуют твёрдые прозрачные, практически бесцветные быстросохнущие плёнки. Чаще всего нитролаки применяются для лакирования изделий из дерева. В узких кругах специалистов нитроцеллюлозные лаки считаются низкосортными лаками, так как они довольно хрупкие и не слишком устойчивы к износу и воздействию влаги. Благодаря их сравнительно низкой цене и быстрой сушке (сохнут от 15 до 30 минут) они по сей день находят широкое применение.
- Эпоксидные лаки представляют собой растворы эпоксидных смол в органических растворителях. Перед лакированием к ним добавляют отвердитель, количество которого зависит от типа смолы, отвердителя и условий отверждения. Лаковые плёнки обладают высокими водо- и щелочестойкостью, механической плотностью, адгезией к различным материалам, однако недостаточно атмосферостойки. В быту эпоксидные лаки часто используются для приготовления шпаклёвок, склеивания, изготовления сувениров и других целей.
- Спиртовые лаки и политуры получают растворением в спирте некоторых природных смол-шеллака, сандарака (концентрация лака 30-45 %, политуры 15-25 %). Эти материалы дают покрытие с хорошей механической прочностью и адгезией к различным поверхностям, высоким блеском. Покрытия хорошо полируются, но отличаются низкой водостойкостью.

Масляные и спиртовые лаки выпускаются в незначительных количествах из-за дефицитного и дорогостоящего природного сырья. Применяются они преимущественно для специальных целей, например при изготовлении музыкальных инструментов.
- Нефтеполимерные лаки — новая группа лаков, которые существенно дешевле масляно-смоляных, но способны заменить последние, превосходя их по стойкости к действию моющих средств и различных реагентов. Эти лаки получают в виде композиций, растворов нефтеполимерных смол в органических растворителях с различными модифицирующими добавками.
- Алкидно-карбамидные лаки представляют собой раствор в органических растворителях композиции алкидной смолы с аминоформальдегидной (карбамидо- меламиноформальдегидной) или взятых вместе в определённом соотношении. Высыхают на воздухе при нормальной температуре только при введении в них перед использованием заданного количества кислотных отвердителей. С отвердителем срок годности лака ограничивается от нескольких часов до нескольких суток. Такие материалы могут высыхать и без отвердителя, но при горячей сушке (+80…+120 °C). Алкидно-карбамидные лаки с отвердителями образуют достаточно быстро высыхающие на воздухе плёнки, отличающиеся повышенной твёрдостью, хорошими водо- и износостойкостью. Применяются эти лаки для покрытия паркетных полов, мебели и различных изделий из дерева, эксплуатируемых внутри помещения.
- Полиуретановые и алкидноуретановые лаки дают плёнки, обладающие исключительно высокой механической прочностью и износостойкостью. Ими лакируют паркетные полы, мебель, музыкальные инструменты.
- Полиакрилатный лак представляет собой раствор акрилового сополимера в смеси органических растворителей с добавками органических красителей. Предназначен для создания декоративного покрытия по металлу, стеклу и дереву различных пород. Лак придаёт древесине требуемый оттенок и подчёркивает её текстуру, защищает материалы от атмосферных воздействий.

Особо следует отметить лаковые составы, используемые для защиты древесины. Эти лаки придают поверхности декоративный вид, одновременно защищает древесину от плесени, гниения, повреждения насекомыми и атмосферных воздействий.

## Нанесение
Лаки наносят теми же способами, что и другие лакокрасочные покрытия, а именно: кистью, валиком, наливом. окунанием детали, пневматическим распылением, безвоздушным распылением[4]. Для удобства нанесения и получения качественного лакового покрытия большое значение имеет условная вязкость лака.  Условная вязкость определяется как время истечения в секундах 100 мл материала через отверстие определённого диаметра, обычно 2 - 6 мм), при 20 градусах Цельсия . При нанесении кистью. валиком, наливом и окунанием оптимальная условная вязкость лака составляет 30 - 50 секунд, при нанесении распылением - 12 - 20 секунд,в зависимости от конструкции окрасочного пистолета и рабочего давления. Довести вязкость лака до желаемой можно добавлением разбавителей, причём, скорость испарения разбавителя также имеет значение. Так, небольшие детали при низкой температуре целесообразно лакировать с использованием "быстрых" разбавителей (fast), а более крупные детали при более высоких температурах, соответственно с использованием "медленных" (slow).